# بهزاد غلامبور
بهزاد غلامبور (بالفارسية: بهزاد غلامپور)، من مواليد 23 ديسمبر 1966، هو لاعب كرة قدم إيراني معتزل، كان يلعب بمركز حارس المرمى، بدأ مسيرته الكروية عام 1990، ولعب مع المنتخب الإيراني 27 مباراة، وذلك من سنة 1990 إلى سنة 1999، اعتزل اللعب نهائياً سنة 2005، وبدأ مسيرته التدريبية سنة 2008 كمدرب حراسة المرمى للمنتخب الإيراني، ثم بقية الأندية الإيرانية.